# Хребці

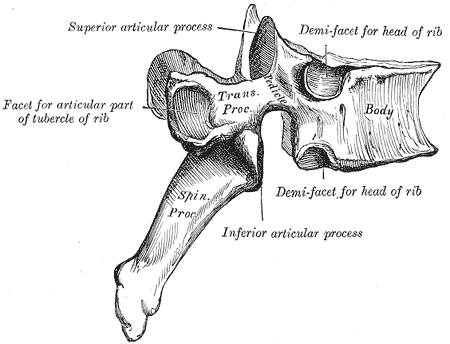
Хребець людини

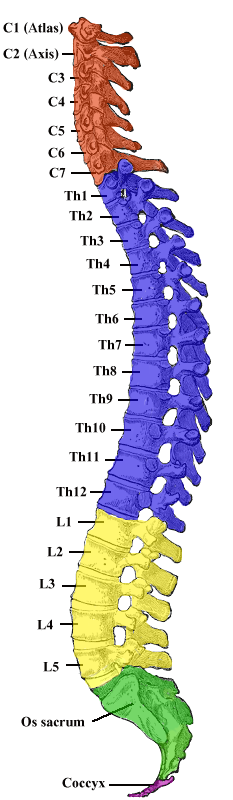
Відділи хребта людини:
червоний — шийний;
синій — грудний;
жовтий — поперековий;
зелений — крижовий;
фіолетовий — куприковий

Хребці́ (лат. vertebrae) — кісткові або хрящові елементи хребта хребетних тварин. Хребець складається з тіла, верхніх дуг, остистого і поперечного відростків. Будова хребців суттєво варіює у різних тварин та у різних відділах хребта.

## Форма хребців
Тіла хребців у різних тварин неоднакові. У риб, деяких земноводних і плазунів — амфіцельні (вгнуті спереду і ззаду); у безхвостих земноводних і більшості плазунів — процельні (спереду вгнуті, ззаду опуклі), у деяких хвостатих земноводних і ссавців — опістоцельні (спереду опуклі, ззаду вгнуті), у птахів — гетероцельні (сідлоподібні); у більшості ссавців — платицельні (плосковогнуті).

## Людина
У дитини всі хребці вільні. У дорослої людини хребці нижніх відділів зростаються, утворюючи крижі і куприк. Хребці різних відділів відрізняються за формою і розмірами. Проте всі вони мають багато спільного у будові (тобто вони гомологічні).
Кожний хребець (за винятком 1-го) складається з вентрально розташованого тіла (corpus vertebrae) і дорсальної дуги (arcus vertebrae), утвореної двома з'єднаними з тілом ніжками (pediculi arcus vertebrae) і розташованою між ними пластинкою (lamina arcus vertebrae). Дуга і тіло утворюють хребцевий отвір (foramen vertebrale). Отвори всіх хребців утворюють канал хребта, в якому розташований спинний мозок. Між хребцями розташовані хрящові диски (волокнистий хрящ), які становлять 1/4 довжини хребта. Центр хрящового диска має драглисту структуру і є залишком хорди. Від дуги хребця відходить 3 парних і 1 непарний відростки. Непарний остистий відросток (processus spinosus) відходить від дуги дорсально і його легко можна промацати на серединній лінії спини. В боки від дуги відходять поперечні відростки (processi transversi) і 2 пари суглобових (processi articulares) — верхні (processi articulares superiores) і нижні (processi articulares inferiores), що утворюють верхні та нижні поверхні міжхребцевих суглобів. Поперекові хребці, крім того, мають рудиментарні соскоподібні (processi mamillares) й додаткові (processi accessorii) відростки: перші розташовані на задньо-зовнішньому краю верхніх суглобових, другі — біля основи поперечних. На каудальному і краніальному краях дуги (ближче до тіла) є по вирізці (incisura vertebralis). Нижні вирізки (incisurae vertebrales inferiores) верхнього хребця і верхні вирізки (incisurae vertebrales superiores) нижнього хребця утворюють міжхребцеві отвори, крізь які проходять правий і лівий спинномозкові нерви. Шийні хребці людини мають невеликі розміри й круглий отвір в кожному із поперечних відростків. Ці отвори утворюють канал для хребтової артерії, яка несе кров до головного мозку. Тіла шийних хребців не високі і їх форма наближається до прямокутної. Довжина остистих відростків збільшується від 2-го до 7-го. Кінці відростків роздвоєні (крім 7-го, у якого він найдовший). У зв'язку з прямоходінням значно змінені 1-й (атлант, атлас) та 2-й (епістрофей, осьовий, аксис) хребці. При повертанні голови атлант разом з черепом повертаються навколо зуба (dens), який відрізняє цей хребець від інших. Латерально від зуба розташовані дві суглобові поверхні для сполучення з атлантом. На нижній поверхні є нижні суглобові відростки. Остистий відросток малий, масивний, роздвоєний на кінці. Остисті відростки грудних хребців довші від шийних. У верхніх грудних хребців вони більш горизонтальні, у середній — майже вертикальні. У нижніх грудних хребців ці відростки також розташовуються майже горизонтально. Тіла грудних хребців збільшуються зверху вниз. П'ять поперекових хребців відрізняються від інших розмірами тіл, відсутністю реберних ямок. Поперечні відростки відносно тонкі. Суглобові відростки лежать майже у сагітальній площині. Отвори трикутної форми. Остисті відростки масивні, але короткі розташовані горизонтально. Будова цих хребців дозволяє хребтові мати велику рухливість. П'ять крижових хребців у дорослої людини зростаються та утворюють крижі (os sacrum), які в дитини складаються із п'яти окремих хребців. Скостеніння починається в 13-15 років і завершується у 23-25 років. Передня поверхня крижів увігнута. На задній виступає п'ять поздовжніх гребенів, які утворюються злиттям відростків хребців. По боках крижів розташовані 4 отвори, крізь які проходять гілки крижових нервів і кровоносні судини.

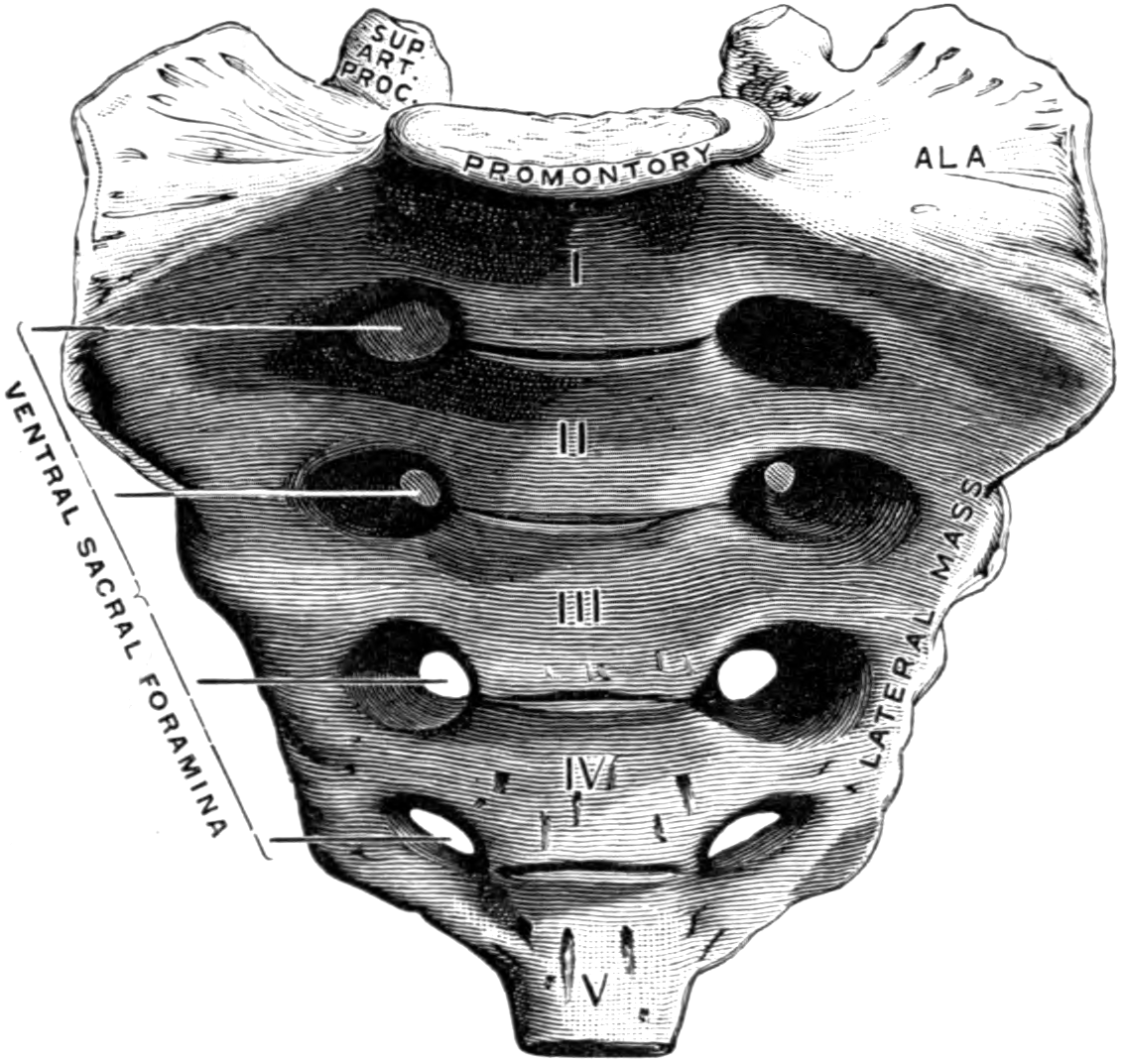
Крижова кістка з нумерацією хребців

## Сполучення між хребцями
Хребці людини між собою з'єднуються суглобами, зв'язками й хрящовими дисками.
- Суглоби за формою плоскі, вони утворюються між суглобовими відростками.
- Хребці між собою з'єднуються ще зв'язками. Зв'язки є довгі та короткі.

Довгі зв'язки. Передня поздовжня зв'язка проходить по передній поверхні тіл хребців, а задня поздовжня — по задній, тобто всередині хребетного каналу. Надостиста зв'язка тягнеться вздовж остистих відростків, а в шийній частині розширюється у вийну (каркову) зв'язку, що прикріплюється до гребеня потиличної кістки й утримує голову.
Короткі зв'язки: жовті, міжостисті та міжпоперечні. Жовті зв'язки сполучають дуги хребців, а інші — відповідні відростки.
Як відомо, зв'язки складаються з щільної сполучної тканини, в якій переважають колагенові та еластичні волокна. При розтягу зв'язок утворюється енергія пружної деформації, що підсилює пружні властивості хребетного стовпа, які використовуються при низькому старті бігунами, в підготовчу фазу стрибка в довжину з місця стрибунами тощо.
- Тіла хребців сполучаються хрящовими дисками. В середині кожного диску є драглисте ядро — залишок зародкової хорди, по периферії знаходиться фіброзне кільце (з волокнистого хряща). Міжхребцеві диски за рахунок драглистого ядра амортизують поштовхи, що виникають при стрибках, бігу тощо. У дітей висота дисків в сумі становить 50 % хребетного стовпа, у дорослої людини лише 25 %. У лордозах передня частина міжхребцевого диска вища, ніж задня, а в кіфозах — навпаки. У жінок висота дисків вища, що обумовлює у них кращу гнучкість хребетного стовпа (у дітей — аналогічно).

Ребра з хребцями з'єднуються таким чином: дві пів'ямки сусідніх хребців утворюють ямку, куди заходить головка ребра. Утворюється суглоб головки ребра (плоский). Горбик ребра з'єднується з суглобовою ямкою поперечного відростка нижнього хребця (циліндричний). Рухоме сполучення між кістками грудної клітки забезпечує процес вдиху і видиху. З рухомістю в цих суглобах зв'язана величина життєвої ємкості легень.